# Roccaforte del Greco
Roccaforte del Greco é uma comuna italiana da região da Calábria, província de Reggio Calabria, com cerca de 805 habitantes. Estende-se por uma área de 54 km², tendo uma densidade populacional de 15 hab/km². Faz fronteira com Bagaladi, Cardeto, Condofuri, Reggio di Calabria, Roghudi, San Lorenzo, Santo Stefano in Aspromonte, Scilla, Sinopoli.

## Demografia
| Variação demográfica do município entre 1861 e 2011                               |
|                                                                                   |
| Fonte: Istituto Nazionale di Statistica (ISTAT) - Elaboração gráfica da Wikipedia |